# ホンダ・VFR
VFR(ヴイエフアール)は、本田技研工業が製造販売していたV型4気筒エンジンを搭載したオートバイ(のシリーズ商標でありシリーズ全体で399cc/748cc/781cc/1236ccの排気量を持つ車種が存在した。

## 概要
1982年から製造販売されていたロードスポーツモデルのVFシリーズが、1986年4月に実施したフルモデルチェンジに併せて車名も変更したのが本シリーズであり、以下のコンセプトが提案された。
- 当時競技専用車両であったRVFシリーズ[注 1]からレースで培われ実証された数々の最新技術のフィードバック[1]
- 走行性能ならびに「ライダーの快適性と人車一体感を追求したスーパーエアロフォルム[2]」が目指す快適性とクオリティを高次元で調和[2]
- 111件の新技術・新機構の特許出願[注 2]

この結果として当初は、排気量399ccの普通自動二輪車ではネイキッドタイプのVFR400ZとブームだったレーサーレプリカモデルとしてVFR400R、同じく750ccのVFR750Fが製造販売された。後に数度のモデルチェンジで399ccモデルは廃止。大型自動二輪車モデルでは高速ツアラー的ポジションへ移行したが、本シリーズの共通事項として以下の4点がある。
- 上述したVFR400Z、教習車仕様のVFR400K・VFR750K、2010年代になって設定されたアドベンチャータイプのVFR800X・VFR1200Xを除いてフルカウルを装備
- 水冷4ストロークシリンダーバンク角90度V型4気筒DOHCエンジンを搭載
  - ただしVFR1200F/Xのみバンク角76度ユニカムSOHCエンジン
- ツインチューブ構造採用のアルミ合金製フレーム
- フロント:ダブル・リア:シングルのディスクブレーキ

なおRC46・RC79・RC80・RC60・SC63の日本国内正規モデルは型式名の最初に「BC」「EBL」が含まれる。含まれていないモデルは逆輸入車(輸出モデル)となる。
2015年以降はVFR800F/XならびにVFR1200F/Xがシリーズ車種として製造販売されていたが、VFR1200F/Xは2016年に日本国内向け仕様の生産終了が公表された。なおVFR800F/Xも2022年10月生産分をもって生産終了がアナウンスされた。これによりVFシリーズから始まったホンダの市販車のV型4気筒エンジン搭載車が1982年から2022年の間の40年の歴史に幕を下ろした。

## 400ccモデル

### VFR400R
VF400Fからのフルモデルチェンジ車。エンジン型式はキャリーオーバーとなったため最高出力59ps/12,500rpm・最大トルク3.7kgm/11,000rpmのスペックを持つNC13E型を搭載する。バリエーションはVFR400R・VFR400Zの2車種がラインナップされた。

#### NC21型
1986年3月20日発表、同年4月1日発売。

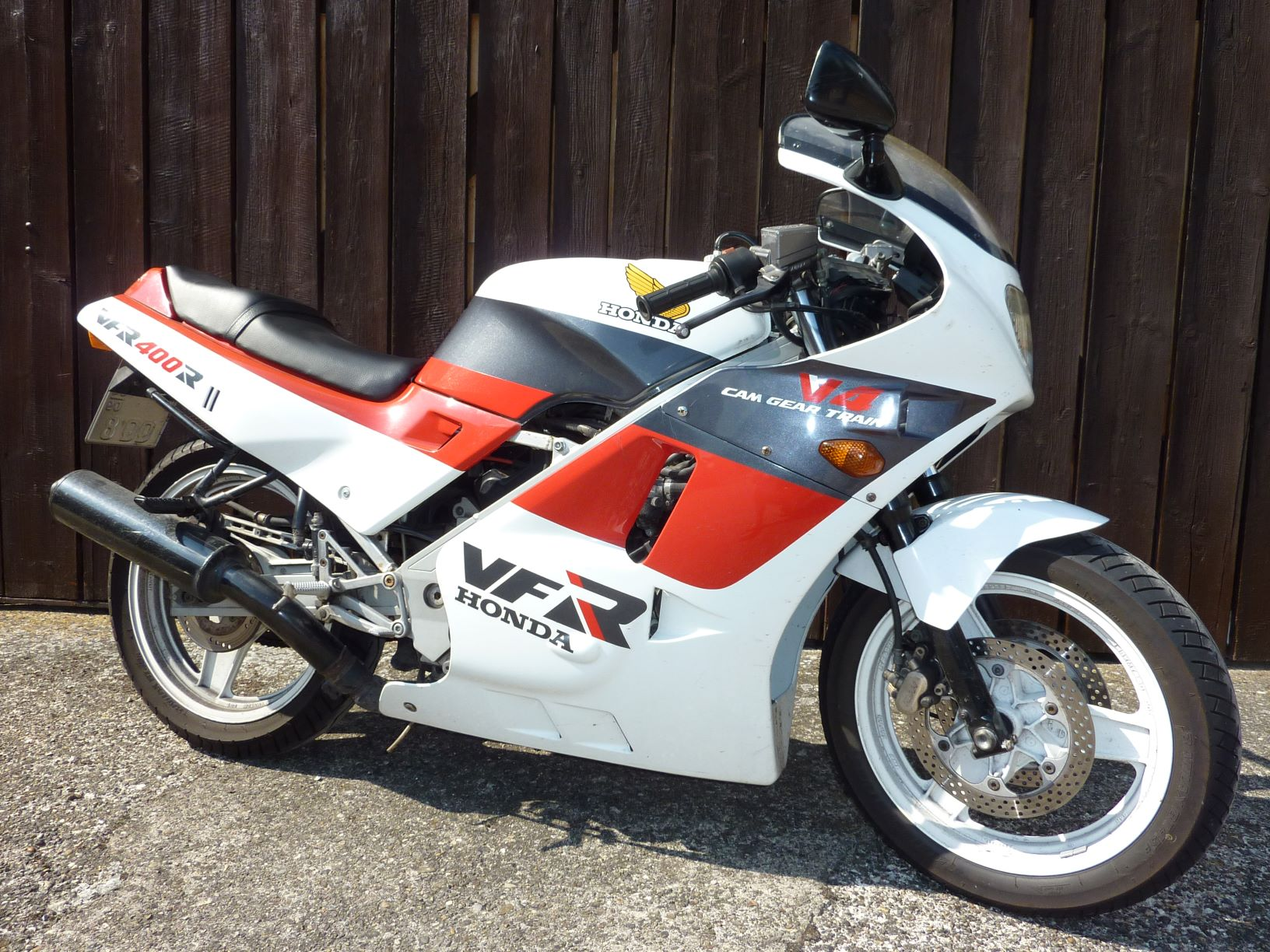
NC21型VFR400R

ワークスレーサーRVF400の市販車モデル的位置付がされたフルカウルを装備するモデル。エンジンは先代モデルのVF400Fに搭載されていたNC13E型がキャリーオーバーされたが、以下の変更点を持つ。
- クランクシャフト角を360度から180度に変更[注 4]
- バルブ駆動方式をカムギアトレーンに変更
- マフラーを4into2の左右2本出しから4into1右側1本出しへ変更

同年7月18日、同月19日より1,500台限定でワークスマシンRVF400同様にシャスタホワイト×ウィスタリアブルー×ローザンヌブルー×ファイティングレッドのカラーリングを採用した特別仕様車VFR400Rスペシャルエディションを追加発売することが発表された。

#### NC24型
1987年2月19日発表、同年3月20日発売。
NC21型からのフルモデルチェンジ。以下の変更を実施。
- スイングアームを片持ち式プロアームに変更
- クラッチ操作を油圧式からワイヤー式に変更
- カムパルスセンサーを廃止
- キャブレター口径を30→32mmへ大型化
- 吸排気系をリファインさせマフラーをセミアップタイプに変更
  - このためエンジン型式はNC13E型のまま最大トルクが4.0kgm/11,000rpmに向上

なお同年6月18日発表、7月1日発売でWGPワークスチームの「ロスマンズ・ホンダ」カラーの特別仕様車が追加された。

#### NC30型
1988年12月6日発表、1989年1月6日発売。
NC24型からのフルモデルチェンジ。以下の変更を実施。
- クランクシャフトを180度から360度に再変更
- ホイールベースを1,375→1,345mmへ短縮
- 動弁系をアジャスト式ロッカーアーム式からダイレクトロッカーアーム式へ変更
- 直径8mmの小径点火プラグを採用することで吸排気バルブを大径化
- バックトルクリミッター機構内蔵クラッチを搭載
- リヤホイール固定方式をRVFと同構造のセンターロックナット式に変更
- フロントホイールを17インチ化
- トランスミッションのクロスレシオ化
- マフラーをステンレス製左出し4-2-1へ変更
- 大容量化による冷却性向上と前面投影面積を小さく抑えると共に空力特性の観点からラジエーターを上下2基配置へ変更

1990年1月18日発表、同年2月1日発売でマイナーチェンジを実施。カラーリングならびにリヤサスペンションを別体式リザーバータンク・スクリュー式初期荷重調整機構を装備したタイプへ変更した。
本モデルは1994年まで製造販売され、NC35型RVFへモデルチェンジされた。

### VFR400Z
1986年3月20日発表、同年4月15日発売。型式名NC21。
NC21型VFR400Rからフロントカウルとオイルクーラーを省略したネイキッドモデルであるが、アンダーカウルはVFR400Rとは異なる専用品、ヘッドライトは丸型2灯式となる。
1987年3月20日発表、同年4月1日発売でマイナーチェンジを実施。カラーリング変更と共に型式名はそのままでエンジンをNC24型VFR400R同様のリファインタイプとしたため最大トルクが4.0kgm/11,000rpmに向上した。
1991年頃まで継続販売され生産中止となった。

## 750ccモデル

### VFR750F
VF750Fからのフルモデルチェンジ車。
北米仕様がInterceptor(インターセプター)、フランス(欧州)仕様がCarat(キャラット)のペットネームを持ち、InterceptorのペットネームについてはRC79型VFR800Fまで代々継承されることとなる。

#### RC24型

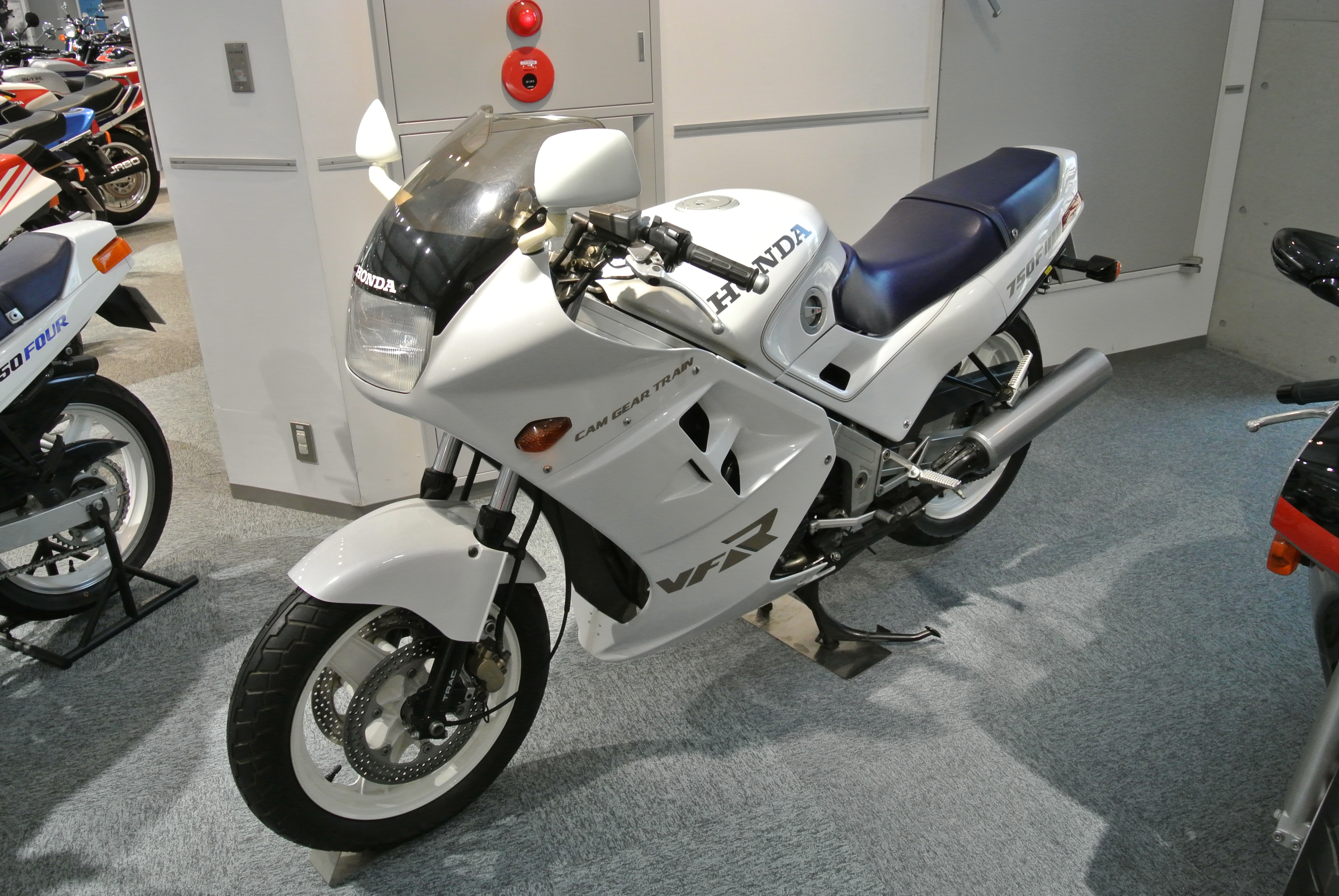
RC24型VFR750F

1986年3月20日発表、同年4月1日発売。部品類別番号ML7。エンジン型式はキャリーオーバーとなったためRC07E型を搭載するが、クランク角は180度に変更された。
日本国内向け仕様は、VFR750Fシリーズで唯一乾燥重量100kg台となる199kgを実現。エンジンスペックは馬力規制の関係から最高出力77ps/9,500rpm・最大トルク6.5kgm/7,500rpmに制限された。また海外向け輸出仕様は105ps・7.6kgmとなるほか、ホイールの前後17インチ化・カウル形状変更などの相違がある。
海外向け輸出仕様は、後述するRC36型へフルモデルチェンジされるまでモデルイヤーごとのマイナーチェンジが実施され、それぞれに以下のモデルコードが付与される。
- VFR750FG:1986年モデル
- VFR750FH:1987年モデル
- VFR750FJ:1988年モデル
- VFR750FK:1989年モデル

日本国内仕様は1986年モデルのままマイナーチェンジは実施されなかったものの期間限定でヘプコ&ベッカー社製ツーリングバックとオプションのメインスタンドを装備する特別仕様車が同価格で発売された。
またインターセプターとして販売されていた北米市場向けモデルはUSホンダと契約していたフレッド・マーケル/ウェイン・レイニー/ババ・ショバートにより、AMAスーパーバイク選手権に参戦し1986年にはマーケル、1987年にはレイニー、1988年はショバートがそれぞれチャンピオンを獲得し3連覇したほか、日本国内でもレース仕様に特化したVFR750RKがリリースされHRCからは以下のスペックを発揮するRK Kitが発売された。
- 1986年TT-F1仕様:最高出力125ps/12,000rpm・最大トルク7.8kgf・m/10,000rpm
- 1987年Kit仕様:最高出力127ps/12,250rpm・最大トルク7.9kgf・m/10,000rpm

#### RC36型
1990年2月20日発表、同年3月15日発売。後述するVFR750P(RC35型)およびVFR750K(RC36型)と同時開発されたRC24型からのフルモデルチェンジ車。
RC24型がRVF750のイメージを踏襲するレーサーレプリカ的なデザインなのに対し、本型式は高速ツアラーとしてのポジションを強調するモデルとなった。
搭載エンジンが以下の大幅な設計変更を実施したためRC35E型に変更された。
- バルブ駆動方式をロッカーアーム式から直押しバケット式に変更
- バルブ挟み角を変更
- エンジン全体をコンパクト化ならびに軽量化
- キャブレターの取付角度を変更

この結果として最大トルクが6.6kgf・m/8,000rpmに向上した。
また車体面などでは以下の変更を実施した。
- フレームを新設計の異形五角断面を持つアルミツインチューブタイプに変更
- フロントサスペンションをカートリッジタイプのフォーク化
- リヤサスペンションを片持ちスイングアーム方式のプロアームに変更
- 前後輪ともに17インチラジアルタイヤに変更
- リヤホイールの着脱が容易に出来る様にアジャスタブル式マフラージョイントを採用
- ホンダの市販車としては初のデジタル・タコメーターを搭載。センサー部の軸受けにはTDKの文字がある
- カウル一体型ウインカーの採用

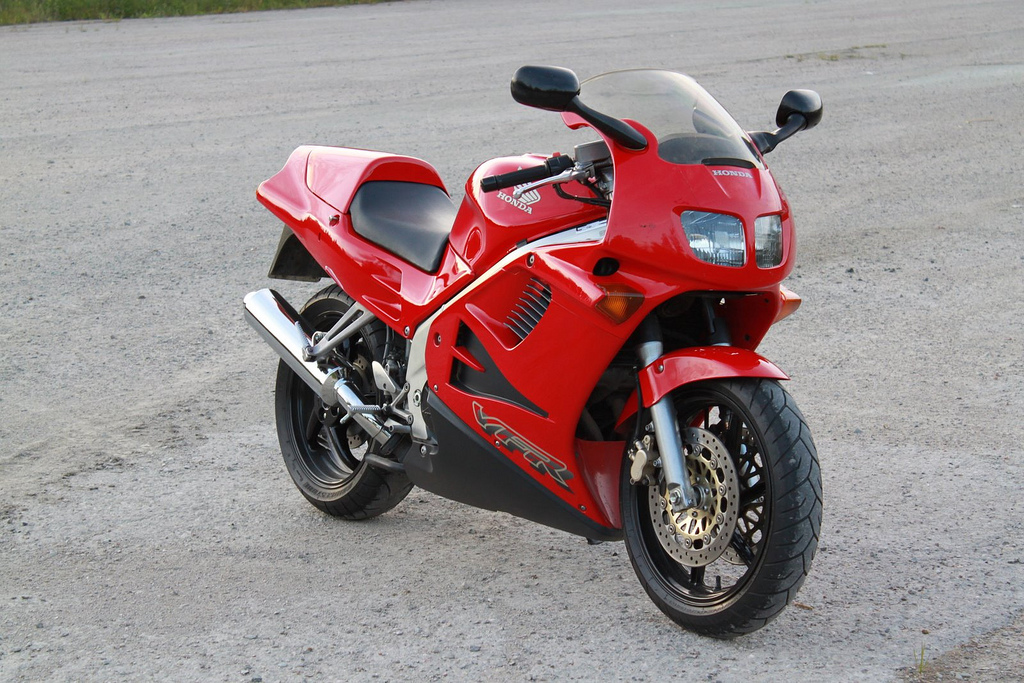
RC36-2

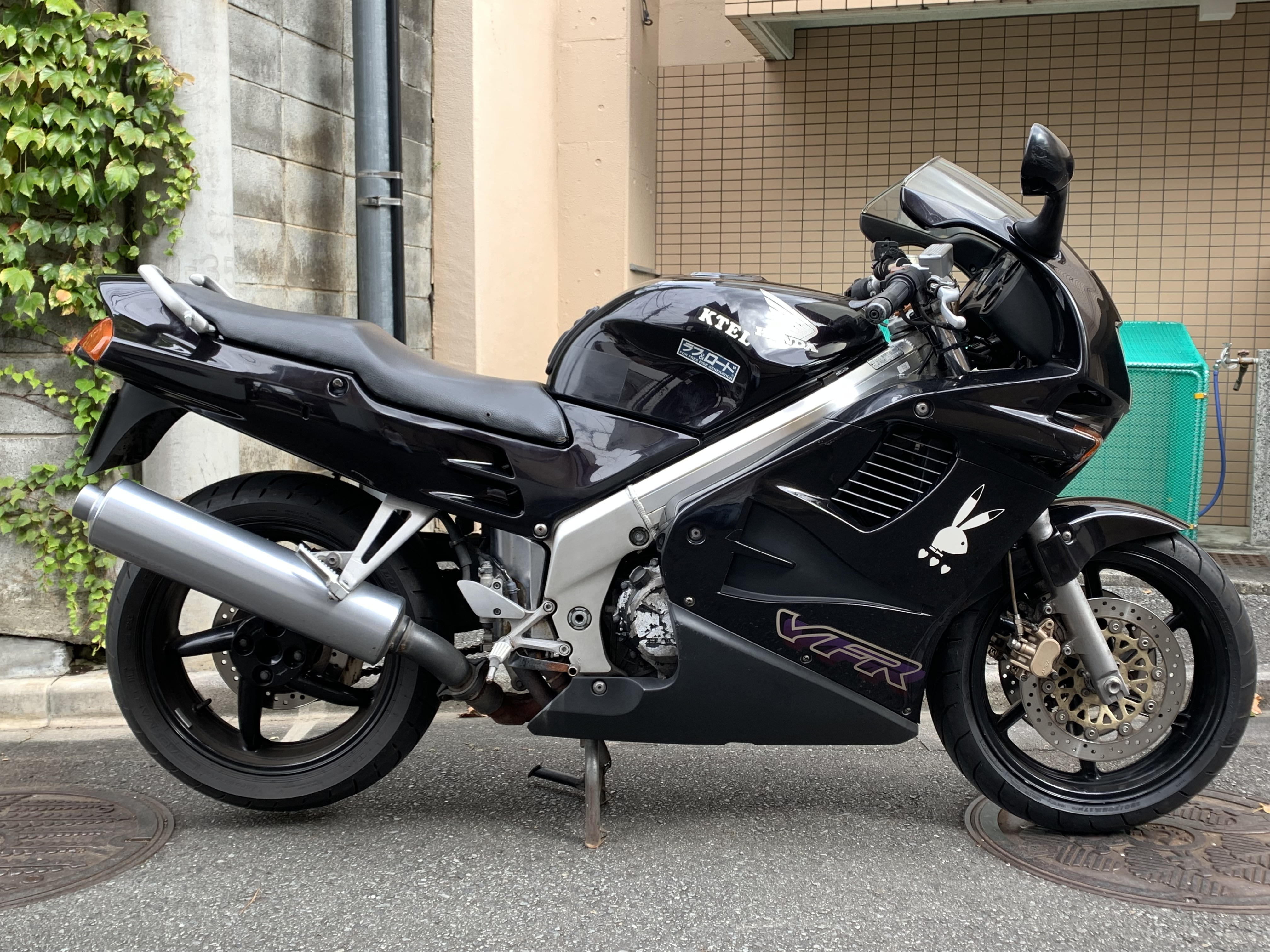
RC36-2右サイド

日本国内仕様は1994年をもって販売終了となったが、輸出仕様は同1994年に改良型として発表され型式名はRC36型のままスポーツ性と質感の向上を目的にフルモデルチェンジが実施された。カウル類に市販型NRの影響が見られるほか、NACAダクトを採用した。最高速度240km/h以上となるためフルスケール260Km/h超のスピードメータを装備する。本モデルは通称RC36-2とも呼ばれ、後述のRC46が登場する1998年まで製造された。

### VFR750R(RC30)
1987年7月24日発表、同年8月31日発売。型式名RC30。
VFR750Fでは車づくりの方向が少しずれていたためプロダクションレースでは勝てない状況が続いており、もっとダイレクトにレースの技術を継承したバイクが必要になりRVF750の技術を受け継ぎプロダクションレース向けベース車両として発売されたホモロゲーションモデルである。またきっかけは1986年当時の鈴鹿8耐でホンダが3連覇、ワイン・ガードナーの2連覇を飾り「RVF強し」のムードが盛り上がっている中でRVFのイメージを再現し公道走行ができるようにアレンジされたW・ガードナー・レプリカモデルを作ろうと言う事がホンダで決定されたことがきっかけである。
ただし開発当初のホンダからの指示では「VFR750Fの外装をRVF750の物を着せて発売」とされており、すなわちVFRの外観デザインのみをRVF750と同等とするだけと言う開発指示内容でありLPLの本多和郎以下プロジェクトメンバーはホンダからの開発指示書の内容に不満で仕方なかったそうである。ホンダからの指示のまま作ってはW・ガードナーレプリカ・とは程遠いものになると考えたプロジェクトメンバーは「レーサーRVF750に公道を走るのに必要最低限の機能を装備させる」ことこそ「狙いとするW・ガードナーレプリカだ」と考え営業側と調整するも一致点が見いだせなかったそうである。
また本モデルはHRCから譲り受けたRVF750(NW1C)を徹底的に解析した上でプライベーターでもワークスマシンにレースで勝てるマシンとして開発されRVF直系の性能はレプリカというよりも、もはや公道走行可能なレーサーマシンであった。ホンダとしてもこれまで販売したことない価格設定になってしまい国内仕様は販売価格が148万円と量産車としては当時最高のものだったにもかかわらず、車両の技術内容を考えれば破格なもので1,000台限定の販売枠に購入希望者が殺到し抽選により販売された。しかし、輸出モデルは台数限定販売ではなく、製造期間限定販売という形で1990年まで販売され、国内仕様と合計して4,885台が製造された。
RVF750を強く意識したデザインならびに軽量化が実施され、新設計の超小型ヘッドライトや目の字断面構造の極太アルミツインチューブフレームや片持ち式スイングアームの開発をすると同時に航空機の加工廃材からリサイクルしたチタン合金製コネクティングロッドの採用やマグネシウム合金製シリンダーヘッドカバー・FRP製カウルフェアリング・航空機廃材からリサイクルしたジュラルミン材によるハンドル・ステップ・各種ステーを採用するなど、技術的に難しく高コストなものになろうと“レースで勝利する”と言う目的のためにプロジェクトメンバーの思いのたけを込めた開発もあり、工場出荷状態でレース出場が可能な装備と性能を保持する。
製造も通常のライン製造ではなく、当時の市販レーサーマシンであるRSシリーズと同様に浜松工場内の別ラインでハンドメイド生産というかたちで製造が行われたが、通常のライン生産とは異なりハンドメイド生産であったため1日当たり20台の生産が限界であった模様。
エンジン型式はRC07E型のままであるものの3軸構造のカムギヤトレーンや直押しバルブ駆動方式、2段重ねカムホルダー構造の採用やクランク角を360度に変更し圧縮比を1:11.0にまでアップさせるなど各種チューニングの結果、輸出仕様は最高出力135ps/12,500rpm・最大トルク8.2kg-m/11,000rpmとなり、国内仕様は最高出力こそ自主規制いっぱいの77ps/9,500rpm・最大トルク7.1kgm/7,000rpmとされた。

## 800ccモデル

### VFR
VFR750Fからのフルモデルチェンジ。型式名RC46。車名は従来まで併記されていた排気量を示す数字が省略されVFRとされた。
最大の変更点は搭載エンジンがRC46Eに変更されたことで、RVF/RC45のエンジン(RC45E)をベースにストロークを2mm延長したため排気量が781ccとなっている。一方、あくまでもVFR750Fの後継機であることからクランク角は180度のままとされた。そのほか、ラジエーターがボディ両サイドにマウントされるサイドラジエーター構造となった点や、メインフレームはVTR1000Fや98年型NSR250で採用されたピボットレスフレームとなりプロアームがクランクケースにマウントされる構造となった点が大きな特徴と言える。
本モデルは2002年にフルモデルチェンジが行われており、2001年までのモデルと2002年のモデルで大幅な相違があることから、それぞれに分けて解説を行う。

#### 1998年 - 2001年モデル
1998年4月10日発表、同月20日発売。VFR750F(RC36)のコンセプトを踏襲しつつも、1994年に受注期間限定で販売されたスーパースポーツモデルRVF/RC45の要素を取り入れたモデルで、当初カラーリングはイタリアンレッドのみとされた。
2000年1月19日発表、同月20日発売で以下のマイナーチェンジを実施。
- NOx・CO2共に低レベルの排出量で環境にも配慮した三元触媒HECS3を搭載
- ハンドルロックを強化したキーシリンダーの採用
- カラーリングをスパークリングシルバーメタリックのみに変更

さらに同年10月18日発表、19日発売でカラーリングをアキュレートシルバーに、ホイールカラーをブラックからシルバーに変更するマイナーチェンジを実施した。

#### 2002年 - 2007年モデル
2002年1月21日発表、同月22日発売。型式名ならびに車名はそのままにフルモデルチェンジを実施。非公式にはRC36-2の時と同様にRC46-2と呼ばれることがあるほか、当時のホンダの技術文書では「V4 VTEC VFR」と記載されることがある。主な変更点を以下に示す。
- RC46E型エンジンの低回転時出力改善を目的に可変バルブタイミング機構のV4 VTECを搭載
- マフラーをデュアルセンターアップタイプに変更
- コスト面・騒音・重量問題からカムギアトレーン駆動を廃止し、サイレントカムチェーン駆動に変更
- エンジン重量を約3kg軽減し、スペックを最高出力80ps/9,500rpm・最大トルク7.0kgf・m/7,500rpmへ向上
- ウレタン樹脂ローラーを組み合わせ、スプロケットとの噛み合い騒音を低減したサイレントクロスチェーンをドライブチェーンに採用
- インジェクターを従来の1ホール式から燃焼効率に優れた12ホール式に変更
- 点火プラグを着火性能に優れたイリジウムプラグに変更
- フレームは基本骨格を踏襲しながらもヘッドパイプとメインパイプの接合部・ステアリングヘッドの捩り剛性などを強化
- 盗難抑止システムとしてH.I.S.S.を搭載
- ヘッドライトをハイ2灯、ロー2灯の4灯化
- 車体色はイタリアンレッド1色のみの設定

2004年1月22日発表、同月23日発売で以下のマイナーチェンジを実施。
- 車体色をデジタルシルバーメタリックに変更
- ホイールカラーと車体ロゴを変更
- キースイッチにハザード専用ポジションを追加しエンジン停止時にヘッドライト消灯状態でハザードランプの作動を可能にした

なお同年中には11月12日発表、同月13日発売でカラーリングにウイニングレッドが追加された。
2006年2月24日発表、同月27日発売で以下のマイナーチェンジを実施。
- 前後連動式ABSを標準装備(T.R.-C.ABS=Torque Reaction Combined Anti lock Brake System:前後輪連動アンチロック・ブレーキ・システム)
- リヤサスペンションにプリロードアジャスターを装備
- カラーリングはウイニングレッドを廃止しパールコスミックブラックを新たに設定

また同年12月7日発表で同月8日からカラーリングをトリコロールとしたVFRスペシャルが200台限定販売された。
本モデルの日本国内での販売は2008年で終了したが、北米(2015年まで)およびヨーロッパ地区(2009年まで)へは引き続き輸出された。

### VFR800F
2014年4月14日発表、同月18日発売。型式名RC79。
日本国内での販売は約6年ぶりとなる新型モデルで、RC46型からフルモデルチェンジを実施し先行発売されていたヨーロッパ仕様とほぼ同一仕様である。RC46型からは以下の変更を実施。
- カウルデザインを全面変更しLEDヘッドライトを搭載
- テールランプならびにストップランプもLED化
- フレームは従来からのアルミツインチューブを継承しながらもシートレールは軽量化の観点からアルミダイキャスト製に変更
- スイングアームは片持ち式プロアーム形状を「やぐら型」に変更し、ねじれ方向の剛性バランスを最適化
- シート高は車載工具を使用することで809mm・789mmの2段階調節が可能な機構を採用
- オプションのアジャストプレートを追加することでグリップ位置を変更可能なセパレートハンドルを装着
- 過剰な後輪駆動力を抑えるTCSやETC車載器、グリップヒーターおよびオートウインカーキャンセラーを標準装備
- メーターパネル内にシフトポジションインジケーターと燃費計を装備
- オプションでクラッチ操作不要でシフトペダル操作のみでシフトアップが可能なクイックシフターを設定
- マフラーをデュアルセンターアップから右側1本出しへ変更
- エンジンは低中回転域の出力向上から吸排気系とバルブタイミングを見直したHYPER VTEC搭載のRC79E型に変更
- 日本国内の馬力自主規制撤廃によりエンジンスペックはヨーロッパ仕様とほぼ同一最高出力へ向上

カラーリングは当初ヴィクトリーレッドとダークネスブラックメタリックの2色が設定されたが、2015年02月6日発表、同月13日発売でパールグレアホワイトが追加された。
2016年には一旦受注終了となったが、2017年1月13日発表、同月16日発売で2017年モデルが公表された。2016年まで製造販売されたモデルからは以下の変更点がある。
※この書体はVFR800F・X共通の変更点。
- 最高出力107ps/10,250rpm・最大トルク7.9kgf・m/8,500rpmへ向上
- マフラー内部構造を従来の3室構造から2室構造に変更した異形テーパー形状としコンパクト化
- 左カウル部に定格12V/3A/36Wまでのアクセサリーソケットを標準装備化
- 前後ホイールのエアバルブをL字タイプに変更
- 平成28年自動車排出ガス規制に適応させたことにより型式名を2BL-RC79へ変更
- WMTCモード燃費値(クラス3‐2)18.2km/L→19.2km/Lへ向上
- メインフレーム・フロントブレーキディスクハブ・フロントアクスルホルダーを黒色で統一
- 車体色にデジタルシルバーメタリックを追加し、全4色設定

2018年11月30日発表で以下のマイナーチェンジを実施。
- ETC車載器を2.0へバージョンアップ
- 車体色は2種類・消費税8%込希望小売価格とした上で以下のスケジュールで発売
  -  ヴィクトリーレッド：1,419,120円/2018年12月14日
  -    パールグレアホワイト(ストライプ)[注 10]:1,494,720円/2019年3月8日

日本国内向け販売に関しては2022年4月28日発表、令和2年排出ガス規制対応のため2022年10月生産分を持って生産終了が決定された。

### VFR800X
上述したVFRならびにVFR800FをベースにしたアドベンチャータイプでCrossrunner(クロスランナー)のペットネームを持つ。日本国内では以下の2車種が販売された。

#### VFR800X MUGEN

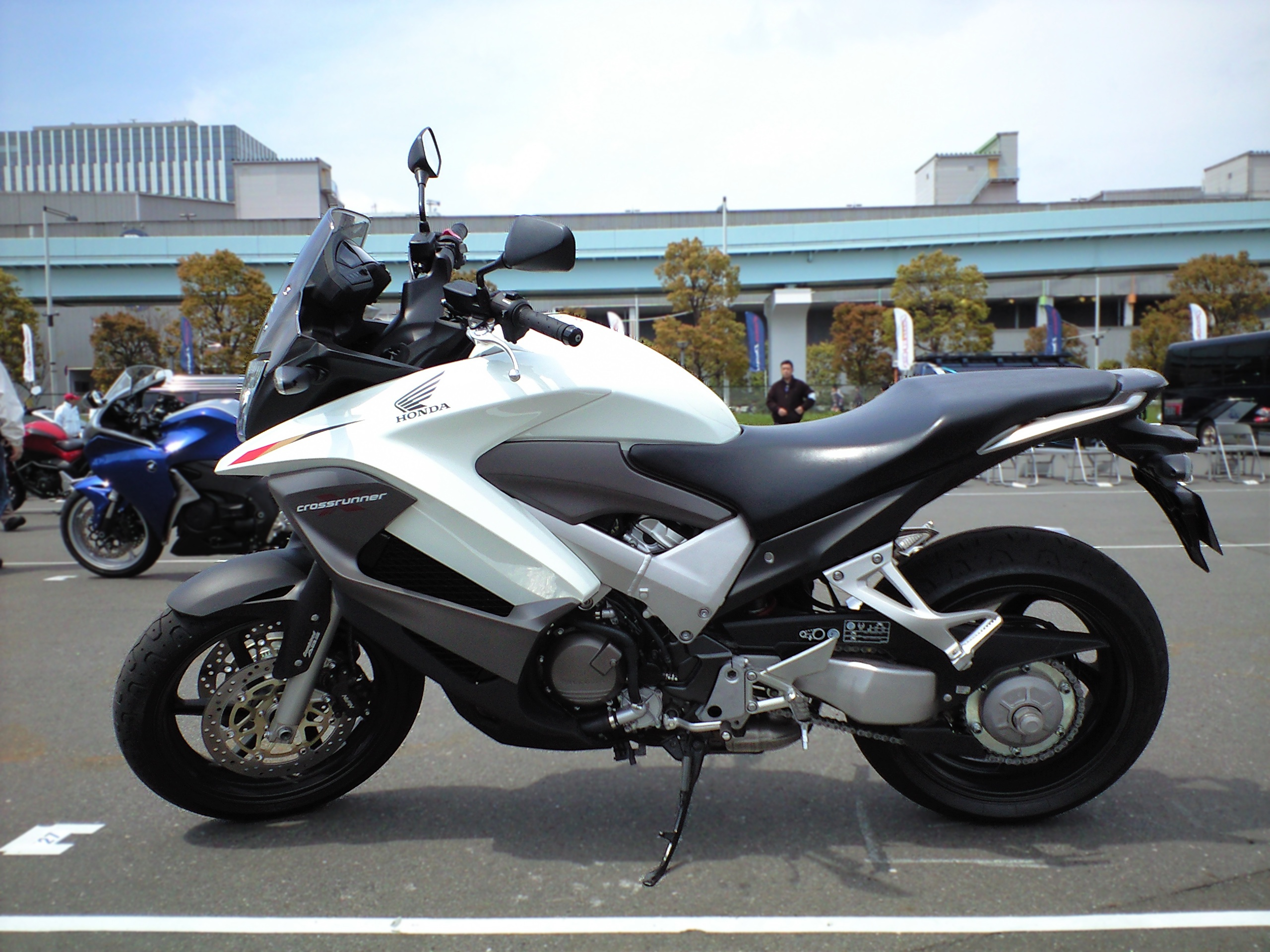
VFR800X MUGEN

2011年7月27日発表、同年8月25日発売。型式名RC60。最高出力102ps/10,000rpm・最大トルク7.5kgf・m/9,250rpm。
2002年 - 2007年式のVFRがベースモデルとなっている。同年春からヨーロッパで販売されていたモデルをM-TEC(無限)が車体を輸入し、同社製スリップオンマフラーやオリジナルデカールなどを装着させた上でHONDA DREAM店をはじめとする無限テクニカルショップのみで200台限定として販売された。

#### VFR800X(RC80型)
2014年12月5日発表、同月12日発売。型式名RC80。
VFR800Fをベースにしたモデルでエンジン型式は共通となるRC79E型を搭載。ベースモデルとは以下の相違点がある。
- サスペンションはストロークを延長した結果、フロントクッションストロークは145mmに、リヤアクスルトラベルを148mmに設定
- 最低地上高は165mmを確保
- 全幅683mmのバーハンドルを装着
- シート高2段階調節機構の設定値を835mm・815mmに変更
- TCSをライダーが必要に応じて任意に後輪駆動力を2レベルもしくはオフに選択可能なセレクタブルトルクコントロールに変更
- 前後ウインカーもLED化[注 11]

またVFR800X MUGENとの相違点としては、ラジエーター搭載位置がベースとなったRC46型同様のエンジン横側から前側へ変更されたことから、カウル横幅が狭小化されるなどの差異があるほか、カラーリングはパールグレアホワイトとキャンディーアルカディアンレッドの2色が設定された。
2016年には一旦受注終了となったが、上述したFと同様に2017年1月13日発表、同月16日発売で2017年モデルが公表された。以下は2016年まで製造販売されたモデルからの変更点ならびにFからの相違点である
※VFR800F・X共通の変更点は#VFR800Fを参照
- 平成28年自動車排出ガス規制に適応させ型式名を2BL-RC80へ変更
- WMTCモード燃費値(クラス3‐2)18.9km/L→19.2km/Lへ向上
- フロントブレーキディスクハブ・フロントアクスルホルダーを黒色で統一
- 車体色はパールグレアホワイトのみ継続とし、キャンディープロミネンスレッド・マットバリスティックブラックメタリックを追加
- フロントスクリーンを手動操作で5段階上下94mmに調整可能なアジャスタブルタイプへ変更

2018年11月30日発表 同年12月14日発売で以下のマイナーチェンジを実施
- 標準搭載ETC車載器をETC2.0へバージョンアップ
- 車体色を  キャンディープロミネンスレッドのみに変更

VFR800Fと同じく日本国内向け販売に関しては2022年4月28日発表、令和2年排出ガス規制対応のため2022年10月生産分を持って生産終了が決定された。

## 1200ccモデル

### VFR1200F / VFR1200X
シャフトドライブならびに同社の市販二輪車としては初となるスロットルバイワイヤを採用する。フルカウルを装備するVFR1200FとアドベンチャータイプでCrosstourer（クロスツアラー）のペットネームを持つVFR1200Xの2車種がラインナップされた。

## 教習車仕様
自動車教習所・運転免許試験場向けの仕様では、アップハンドル・大型エンジンガード等の安全装備の追加・ギアポジションランプなどの通称教習ランプ・センタースタンドを装着する。
本シリーズでは、399ccモデル・748ccモデルに設定された。

### VFR400K
NC21型VFR400Zがベース。

### VFR750K
本モデルはRC24型ベースVFR750F教習仕様車(RC24型・通称“24K”)ならびにVFR750K(RC37型)が存在する。
本モデル独自の相違点を以下に示す。
- ベースモデルのフルカウルをすべて廃止しネイキッド化
- マニュアルトランスミッションを6速→5速化
- オイルクーラーを廃止
- VFR750Pシリーズと同様に前後ホイールサイズを17インチ化

またRC37型では、タンク・サイドカバー・リヤフェンダーがRC24型後期輸出仕様に準ずるため国内仕様とは仕様が異なる。
教習車仕様であるものの当時は大型自動二輪免許が公認教習所で取得できず、運転免許試験場での大型自動二輪限定解除審査や練習所への導入がほとんどである。
- RC37型の生産台数は後に製造されたCB750(RC42型)教習仕様車などと比較すると少なく約500台という説もある。また一般向け市販もされ登録も可能[注 12]であったが、教習車を新車購入するユーザーは皆無に近く一般販売された台数は極少数である。しかし中古市場では前後ホイールが17インチのため隠れた人気があるものの、教習車として酷使され廃棄処分となった後に新規登録された車両も多々存在するため購入には注意が必要である[注 13]。

## 白バイ仕様
各都道府県警察及び皇宮警察本部向け車であるが、一部は陸上自衛隊警務隊向けとして防衛省にも納入された。
なお、白バイ仕様は各メーカーからの入札方式で各警察関係に納入されるほか、パーツ類も含めて多くは特別管理部品となるため入手も原則不可能である。

### VFR400P
NC24型VFR400Rをベースにした仕様。型式名NC28型。スピード測定用メーターは未装備。納入先の相違でVFR400PとVFR400P2の2種類がラインナップされた。
- VFR400P：各都道府県警察
- VFR400P2：防衛省(納入当時は防衛庁)

### VFR750P
1989年から納入開始。型式名RC35。部品類別コード番号MV8。搭載エンジンはRC35E型。車両重量は標準で262kg、後部警告灯装備車は264kgとされた。なお1989年モデルはRC24型VFR750F欧州向け仕様車ベースであるが、1990年以降は前述したRC36型VFR750F・RC37型VFR750Kと同時開発されたモデルという相違がある。
RC36型VFR750Fからの変更点を以下に示す。
- 乗車定員を2名→1名に変更
- ハンドルをセパレート→アップに変更
  - これに伴いステップ位置変更・スクリーン短縮・ワイヤーハーネス延長も実施
- マニュアルトランスミッションを6速→5速に変更
- ライトスイッチを専用スイッチに変更
- ヘッドライトレンズをアクリル製からガラス製に変更
- フロントウインカー取付方法をカウルから独立ステー式に変更
- メーターを速度測定可能の記録紙プリンタ付きデジタルメーターに変更
- アイドルスクリュー位置をキャブ横からミドルカウル横に移設
- ABS樹脂製プレートを使用してリヤフェンダー延長
- ゴム製泥除けにてフロントフェンダー延長
- ミドルカウルに排熱ダクトを追加
- 専用ポリスステッカーを追加
- サイドボックス・ブリーフボックス装着
- 前後エンジンガード・サイレンスピーカー・赤色灯を装備
- 警光灯など電装の追加と常用回転数の低さに対応してオルタネーターを強化

また仕様違いに以下に示す3種類のバリエーションが存在するが、製造年度にっては存在しない仕様もある。
交通取締り用(I型)
基本仕様。POLICEステッカー。白(ロスホワイト)の車体に黒と銀のラインが入る。1997年まで後部警告灯(リアパトロールライト＆ロータリービーム)はオプション扱い。
警備用(II型)
警備仕様。MAPステッカー。白(ロスホワイト)の車体に黒と青のラインが入る。初期型より後部警告灯を標準装備。I型と同様のメーター・ポリススイッチが装備されるが、警備用のために取扱説明書からは速度測定説明が省略される。
交通取締り用後部警告灯装備車(III型)
1998年追加。I型に後部警告灯を追加したメーカー仕様。I型と併売された。製造はベースモデルが日本国内仕様生産中止となった1994年以後も引き続き1998年まで継続された
モデルイヤー別イヤーコード・車体番号・変更点
- VFR750PK(1989年モデル)車体番号RC35-100****　エンジン号機RC35E-100****

初期型。RC24型VFR750FKベース。
- VFR750PM(1990年モデル)車体番号RC35-103****　エンジン号機RC35E-110****

RC37型VFR750Kベース。グラブバー・メットホルダー・警棒入れ廃止。キャブレターをVDJ3A→VDJ6Aに、メーター測定速度表示部を全面赤から赤枠に変更。
- VFR750PN(1991年モデル)車体番号RC35-105****　エンジン号機RC35E-115****

サイドボックス金具をバックル式縦ロック→横スライドロックに、シートならびにマフラーを変更。
- VFR750PP(1993年モデル)車体番号RC35-110****　エンジン号機RC35E-120****

従来はオプションだったハザードランプを標準装備に変更。
- VFR750PR(1994年モデル)車体番号RC35-115****　エンジン号機RC35E-135****

キャブレターをVDJ6A→VDJ3Dに、ドライブスプロケットを43T→45Tに変更。
- VFR750PW(1998年モデル)車体番号RC35-120****・123****・125****　エンジン号機RC35E-145****

キャブレターをVDJ3Cに変更。サイドボックスを旭風防製→リッチェル製の大容量の物に変更。ヘッドライトスイッチを廃止。従来は警備車両に標準装備、交通取締車にはオプション装備だった後部警光灯を標準装備したVFR750PWIII(3J)を設定。

### VFR800P
1998年から製造されたRC46型VFRをベースとした白バイ仕様。型式名BC-RC49。部品類別コード番号MCP。
市販モデルからの変更点はVFR750Pとほぼ同様だが、本モデル独自の変更点を以下に示す。
- 市販モデルで採用されていた前後輪ブレーキを連動させるデュアル・コンバインド・ブレーキ・システム(D-CBS)をオミットし、その代わりに前後輪独立式ABSを装備

- フロントブレーキインナーローターのデザインを変更
- リヤブレーキを多用する白バイ隊員のライディングスタイルに合わせ、後輪ディスクブレーキを放熱性の高いベンチレーテッドディスク化
- ウインカーポジション灯機能を廃止
- アップハンドル化に伴いステップ位置ならびにフロントフォークの長さを変更
- 都市部での運用に対応してオイルクーラーを大型化[注 14]
- アンダーカウル左側にダクトを追加
- サイレンアンプ・スピーカー・警光灯をパトライト社製に変更

本モデルは2001年から納入されたが、自動車排出ガス規制強化によりベースモデルRC46型VFRの生産中止に伴い2008年をもって生産中止。以後のホンダからの白バイ仕様車種はCB1300Pが製造・納入されているもののCB1300Pによって完全入替とはならず一部警察では細々と運用が継続されている。